# (26711) Rebekahbau
(26711) Rebekahbau est un astéroïde de la ceinture principale.

## Description
(26711) Rebekahbau est un astéroïde de la ceinture principale. Il fut découvert le 24 mars 2001 à Socorro (Nouveau-Mexique) par le projet LINEAR. Il présente une orbite caractérisée par un demi-grand axe de 3,01 UA, une excentricité de 0,12 et une inclinaison de 8,9° par rapport à l'écliptique.

## Compléments